# Список видов животных, растений и других организмов, исчезнувших с территории Волгоградской области
В список животных, растений и других организмов, исчезнувших с территории Волгоградской области, занесены как ископаемые виды, так и виды, исчезнувшие с территории региона в недавнем историческом времени.

## Растения(Plantae)

### Мохообразные(Bryophyta)
- Семейство Поттиевые (Pottiaceae)
  - Кроссидиум чешуйчатый[1] (Crossidium squamiferum (Viv.) Jur., Laubm. — (=Crossidium griseum (Jur.) Jur.))

- Семейство Сфагновые (Sphagnaceae)
  - Сфагнум Гиргензона[1] (Sphagnum girgensohnii Russ.)

### Папоротниковидные(Polypodiophyta)

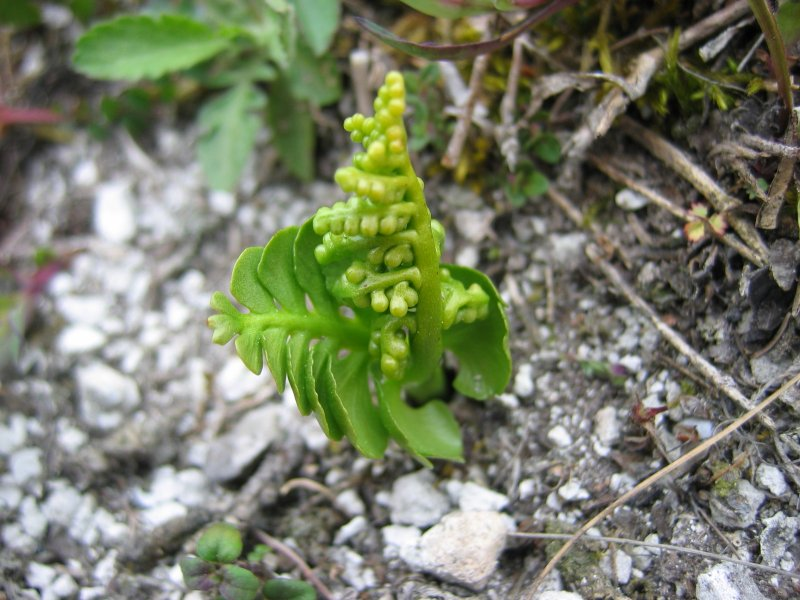
Гроздовник полулунный

- Семейство Марсилиевые (Marsileaceae)
  - Марсилия египетская[1] (Marsilea aegyptiaca Willd.)
- Семейство Гроздовниковые (Botrychiaceae)
  - Гроздовник полулунный[1] (Botrychium lunaria (L.) Sw.)

### Покрытосеменные(Magnoliophyta)
- Семейство Гвоздичные (Caryophyllaceae)
  - Гвоздика пышная[1] (Dianthus superbus L.)
- Семейство Ландышевые (Convallariaceae)
  - Майник двулистный[1] (Maianthemum bifolium (L.) F. W. Schmidt.)
- Семейство Росянковые (Droseraceae)
  - Росянка круглолистная[1] (Drosera rotundifolia L.)
- Семейство Яснотковые (Губоцветные) (Lamiaceae)
  - Тимьян клоповый[1] (Thymus cimicinus Blum ex Ledeb.)
- Семейство Ятрышниковые (Orchidaceae)
  - Венерин башмачок настоящий[1] (Cypripedium calceolus L.)
  - Хаммарбия болотная[1] (Hammarbya paludosa (L.) О. Kuntze)
  - Лосняк Лезеля[1] (Liparis loeselii (L.) Rich.)
- Семейство Лютиковые (Ranunculaceae)
  - Купальница европейская[1] (Trollius europaeus L.)
- Семейство Шейхцериевые (Scheuchzeriaceae)
  - Шейхцерия болотная[1] (Scheuchzeria palustris L.)
- Семейство Триллиевые (Trilliaceae)
  - Вороний глаз четырехлистный[1] (Paris quadrifolia L.)
- Семейство Осоковые (Cyperaceae)
  - Сыть гладкая[1] (Cyperus glaber L.)
  - Пушица стройная[1] (Eriophorum gracile Koch)

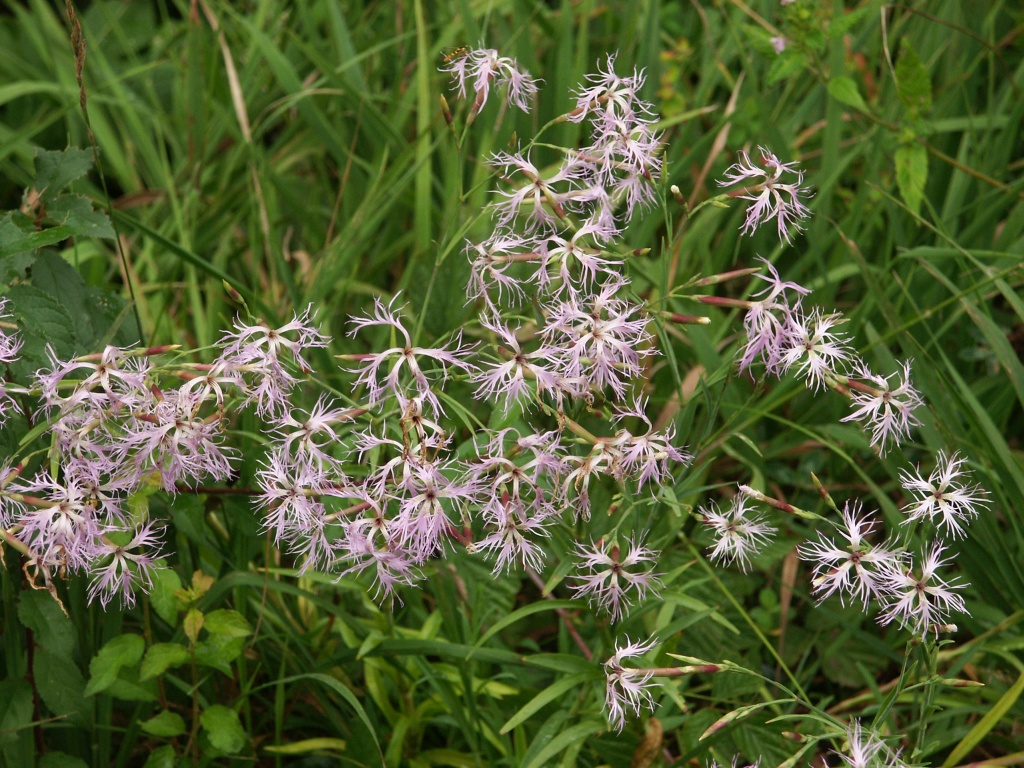
Гвоздика пышная
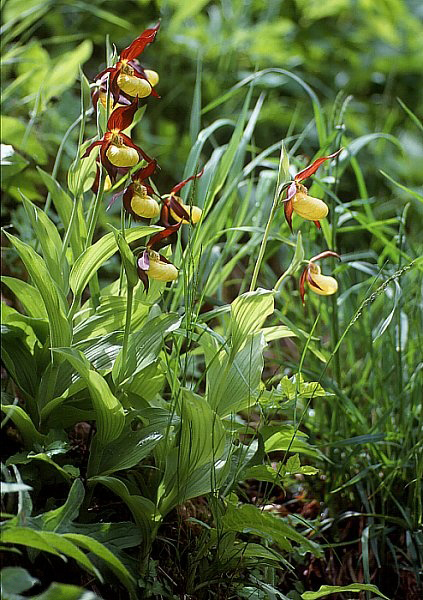
Венерин башмачок настоящий
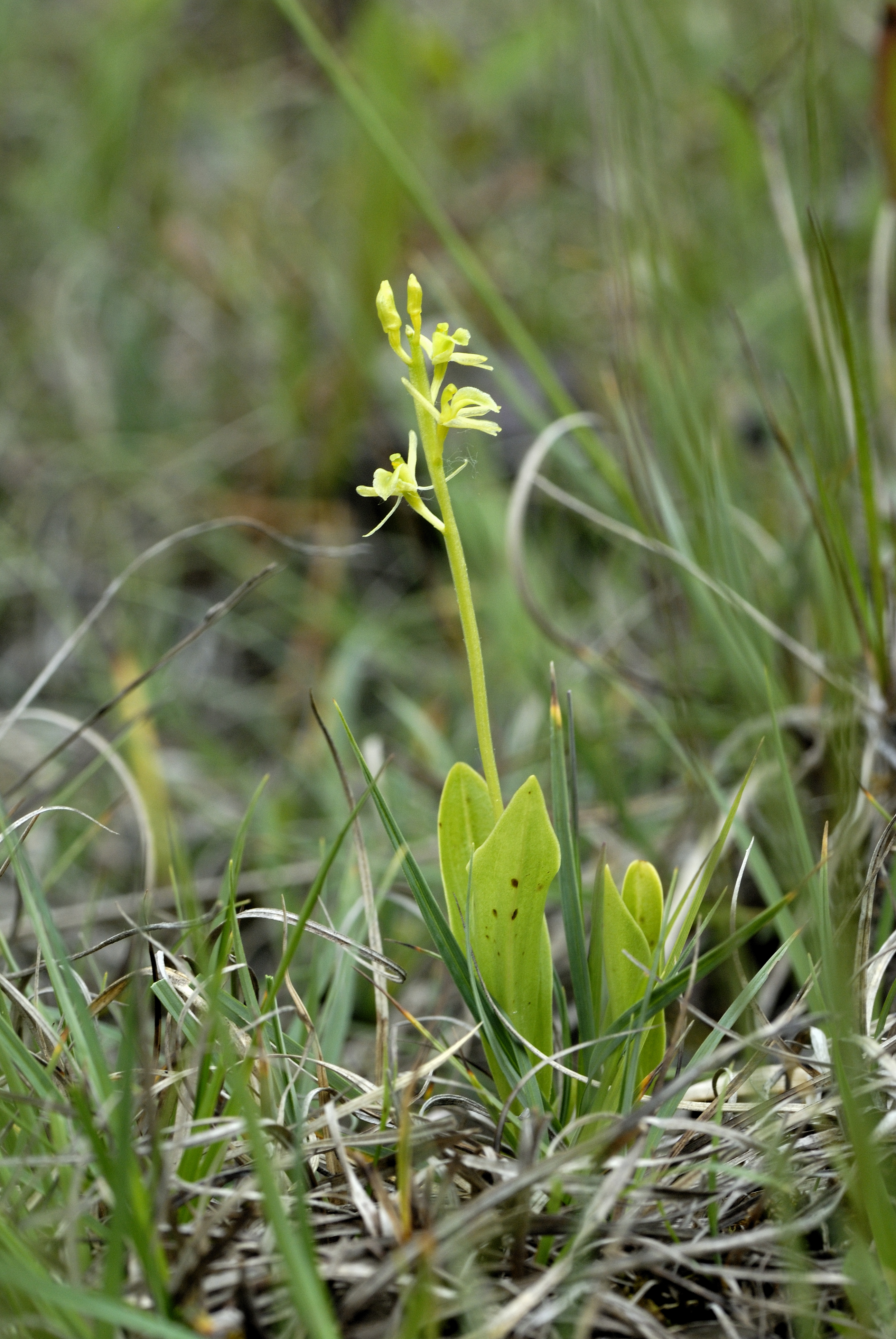
Лосняк Лезеля
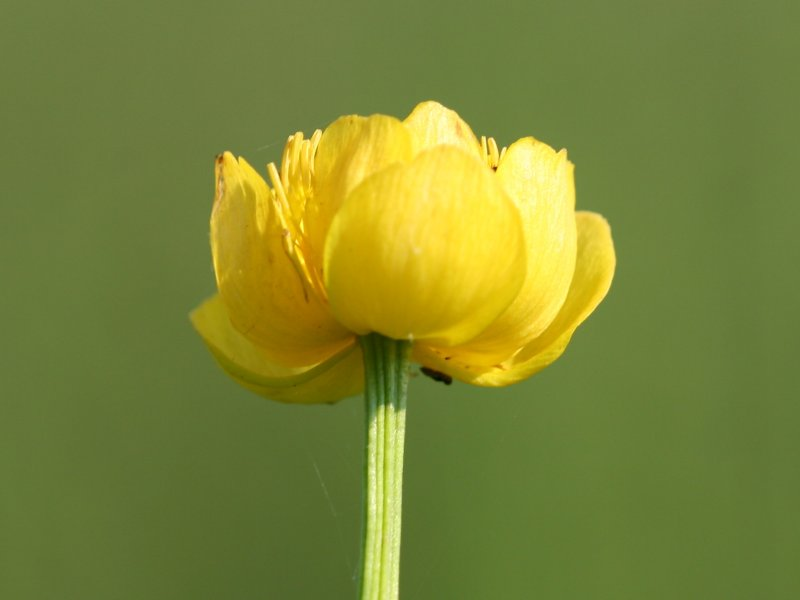
Купальница европейская
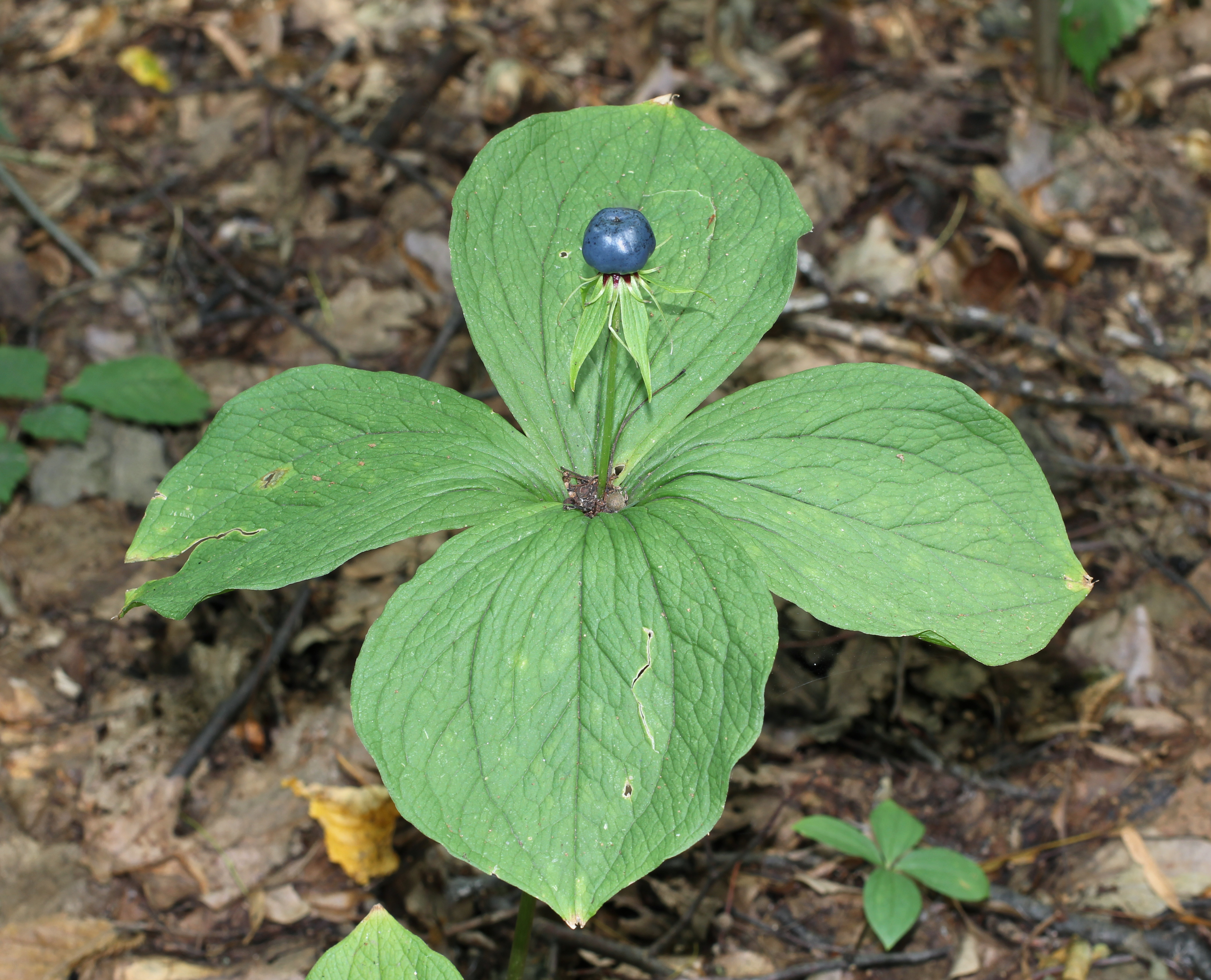
Вороний глаз четырехлистный
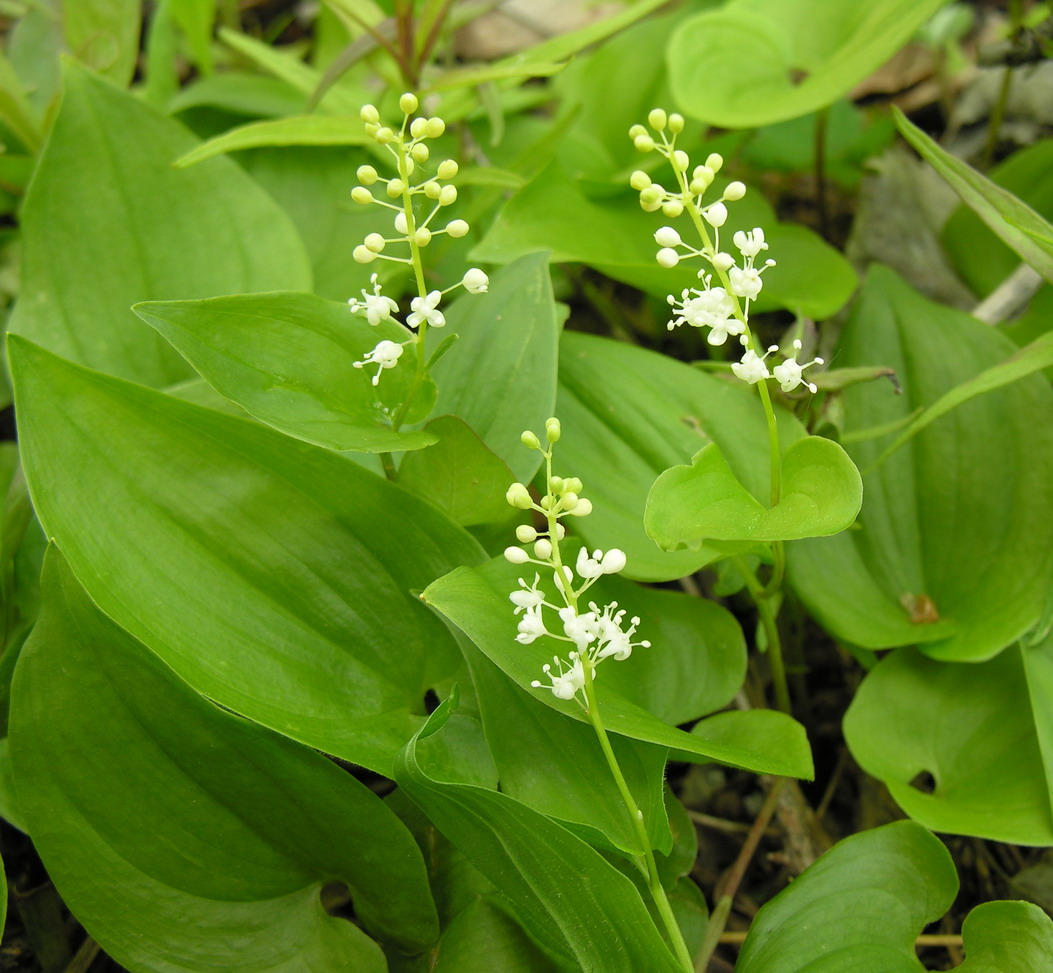
Майник двулистный
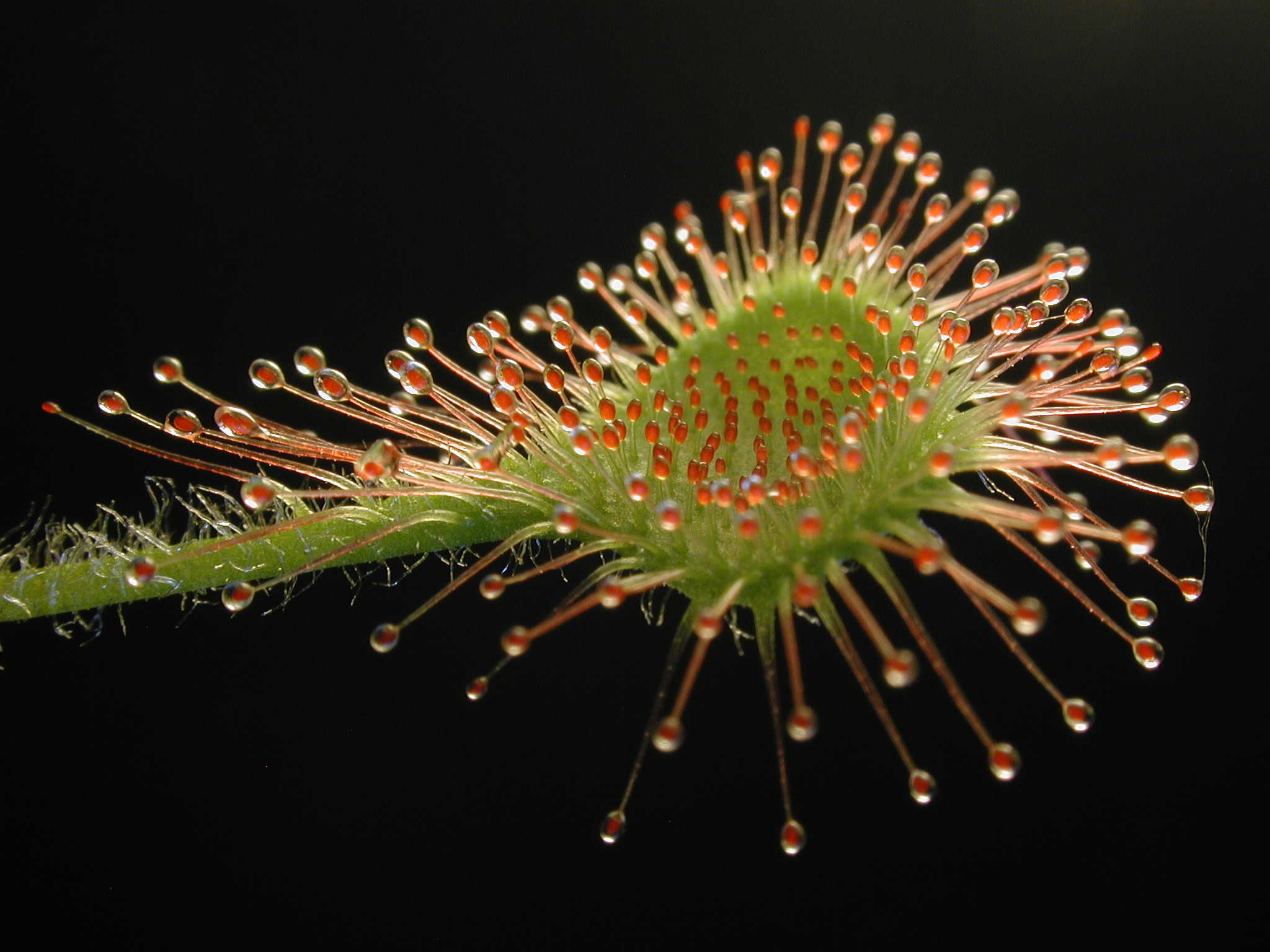
Росянка круглолистная

## Животные(Animalia)

### Насекомые
- Шароглав многобугорчатый, или степной толстун (Bradyporus multituberculatus F.-W.)[2]

### Пресмыкающиеся(Reptilia)
- Такырная круглоголовка (Phrynocephalus helioscopus)[3]
- Быстрая ящурка (Eremias velox)[3]
- Палласов полоз (Elaphe sauromates; син. подвид Четырёхполосого полоса — занесен в Красную книгу Волгоградской области как редкий вид на северном пределе ареала. Вероятно исчез.[4]

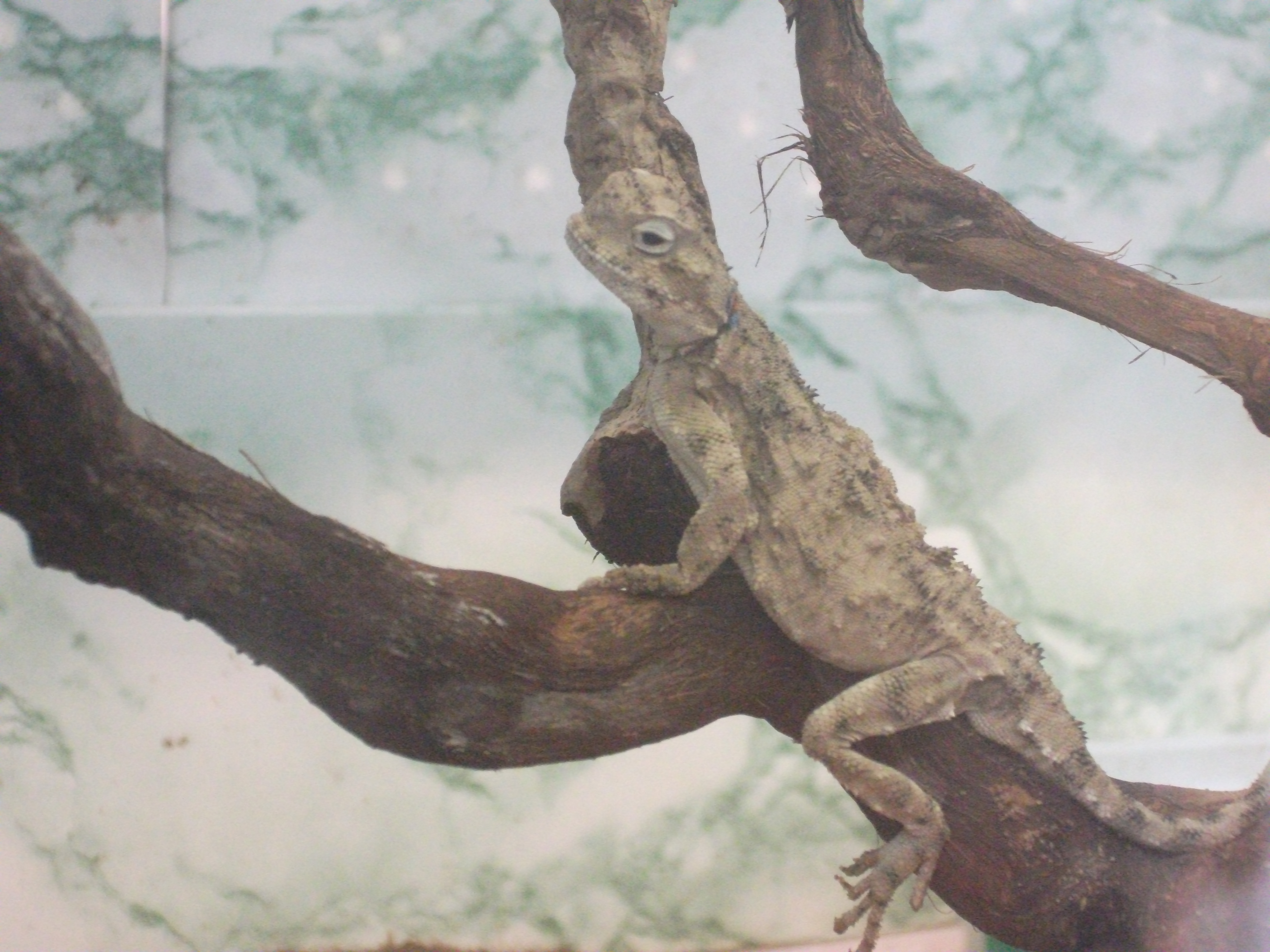
Такырная круглоголовка
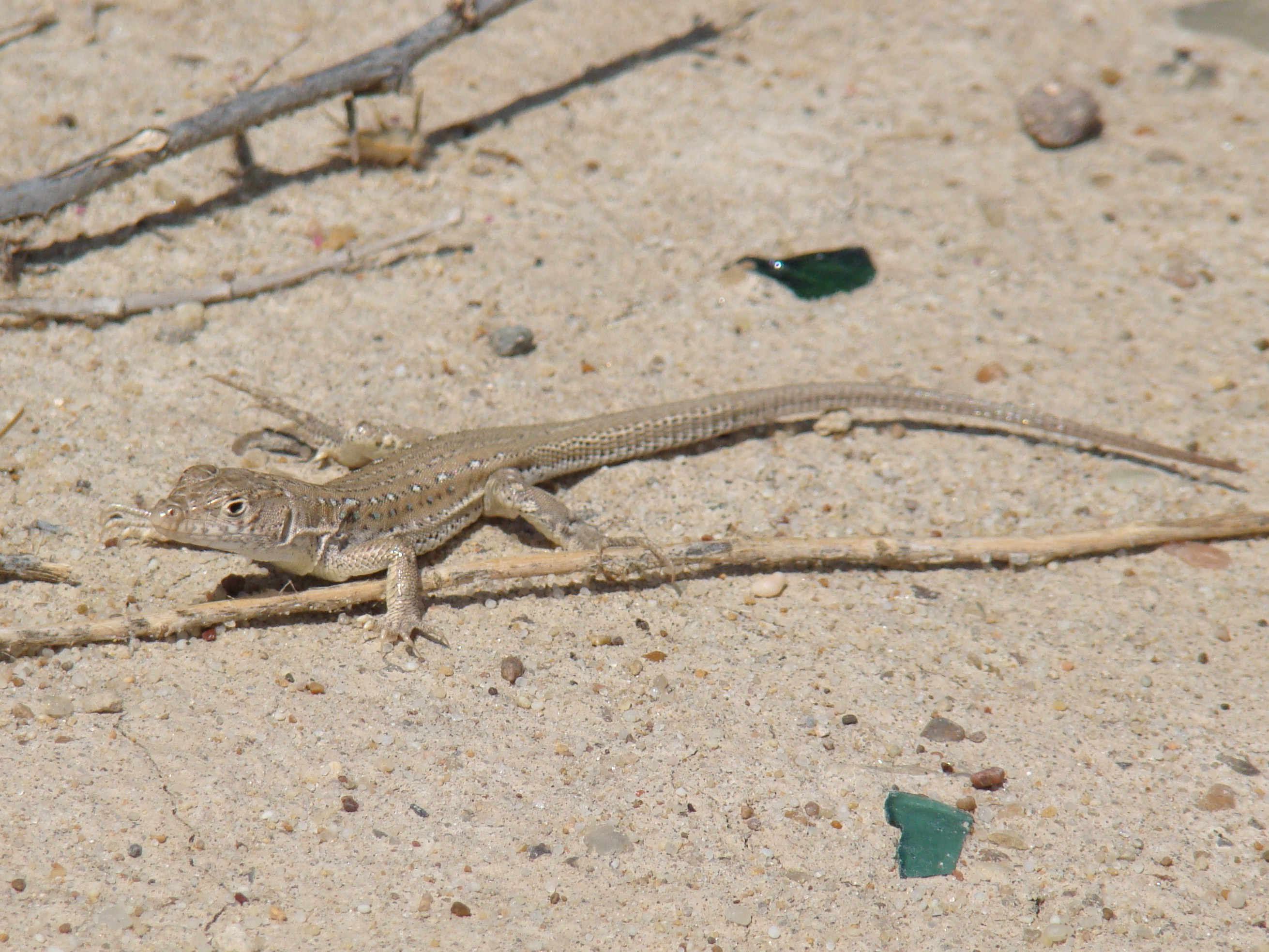
Быстрая ящурка
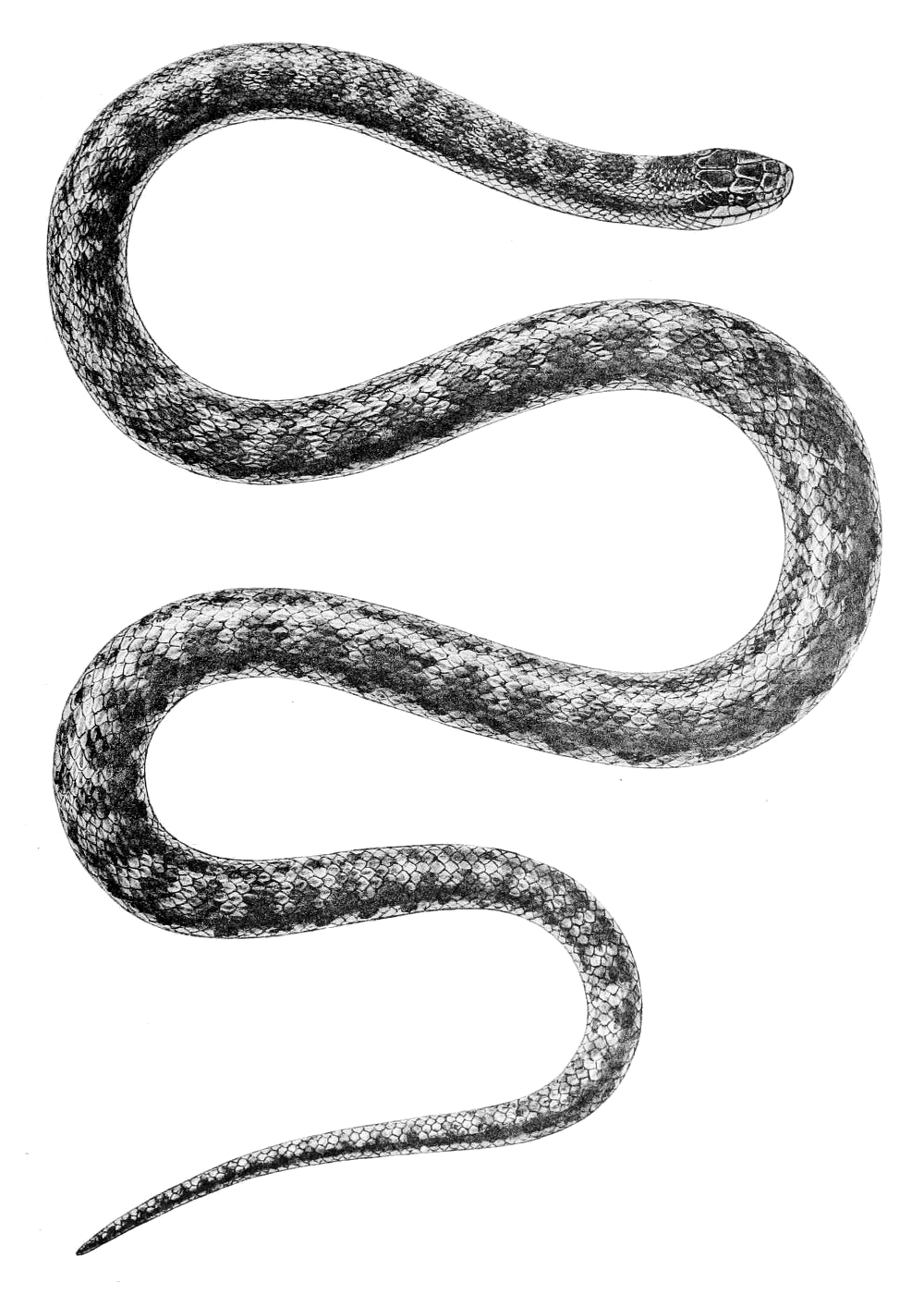
Палласов полоз

### Млекопитающие (Mammalia)
- Тарпан (Equus ferus ferus)[5]
- Сайгак (Saiga tatarica) — ?[3]

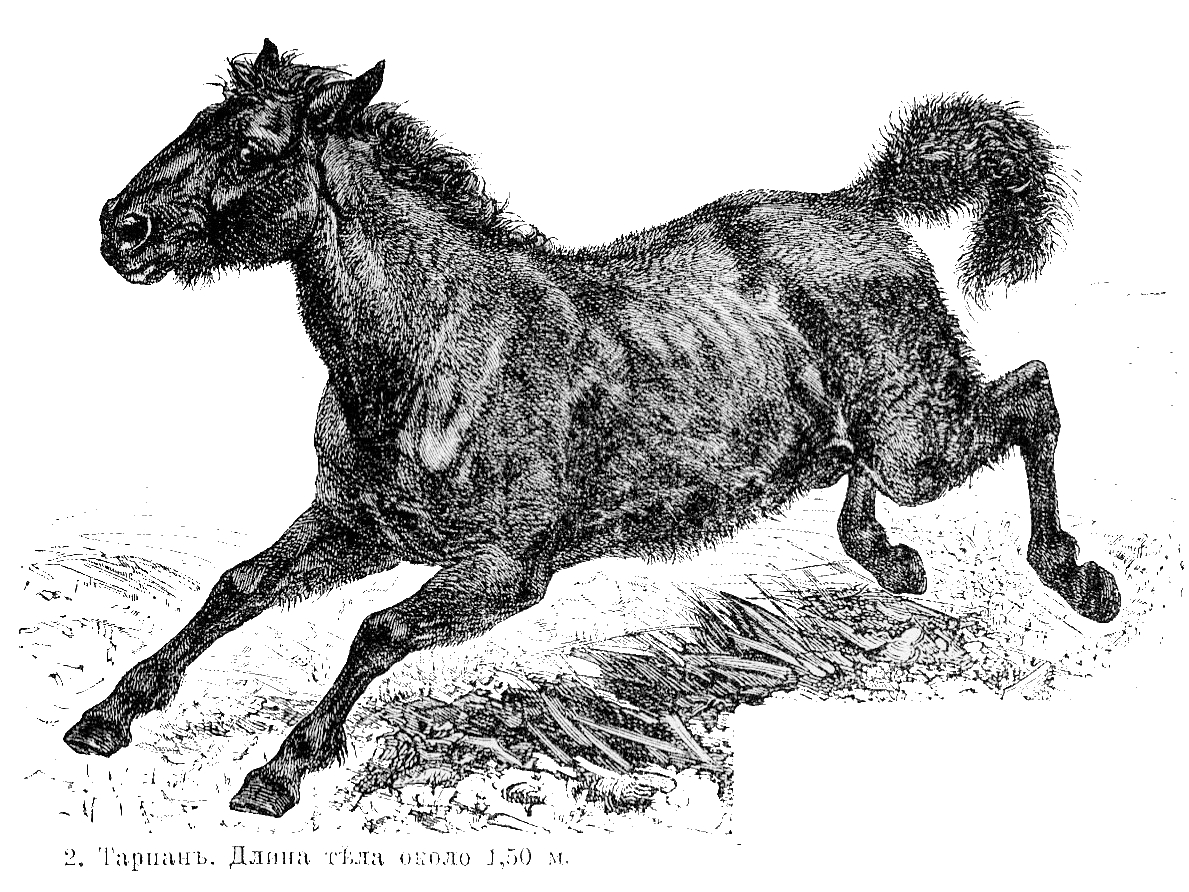
Тарпан
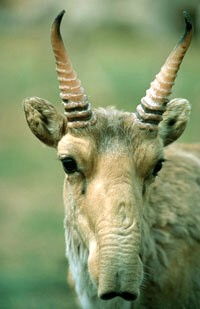
Сайгак

## Ископаемые животные
- Сибирский эласмотерий (Elasmotherium sibiricum) — зуб сибирского эласмотерия был найден при раскопках на Заикином Пепелище (окраина хутора Челюскинец Дубовского района).[6]

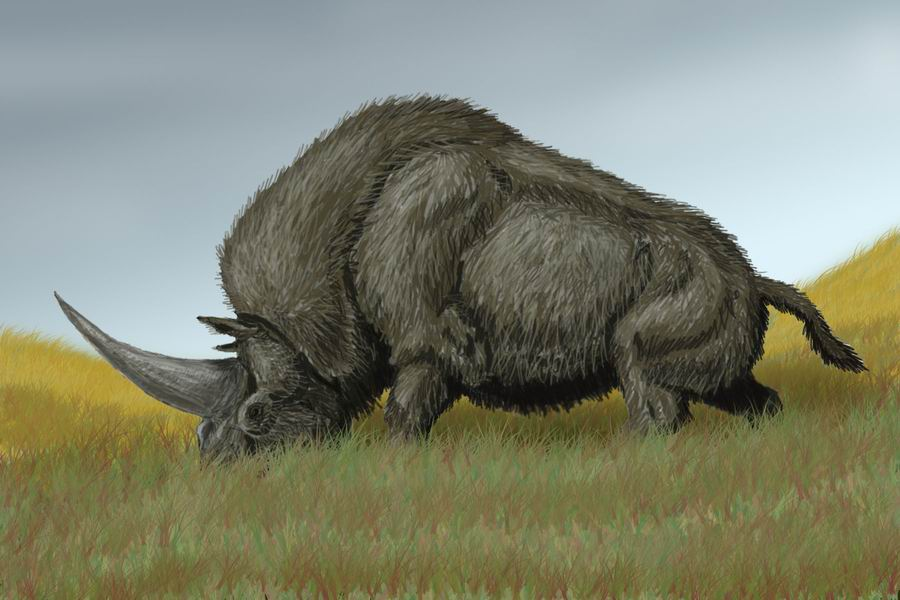
Сибирский эласмотерий (Elasmotherium sibiricum).
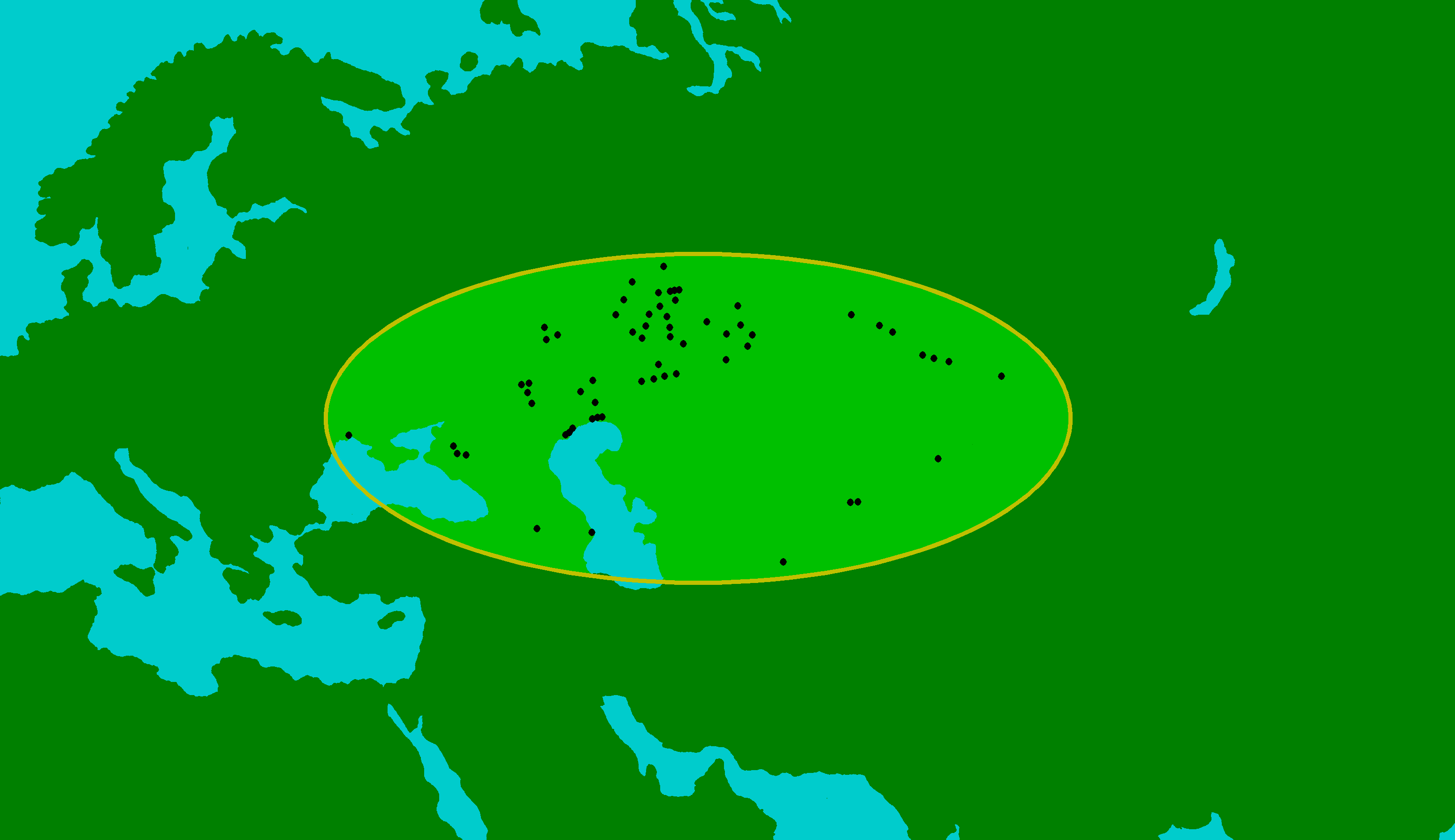
Известный ареал.

- Мамонт — 51 кость этих животных была найдена при раскопках палеолитической стоянки Сухая Мечётка. Предположительно это степной мамонт (Mammuthus trogontherii) или шерстистый мамонт (Mammuthus primigenius)[7].
- Степной зубр или степной бизон (Bison priscus) — 366 костей этих животных было обнаружено при раскопках палеолитической стоянки Сухая Мечётка[7].

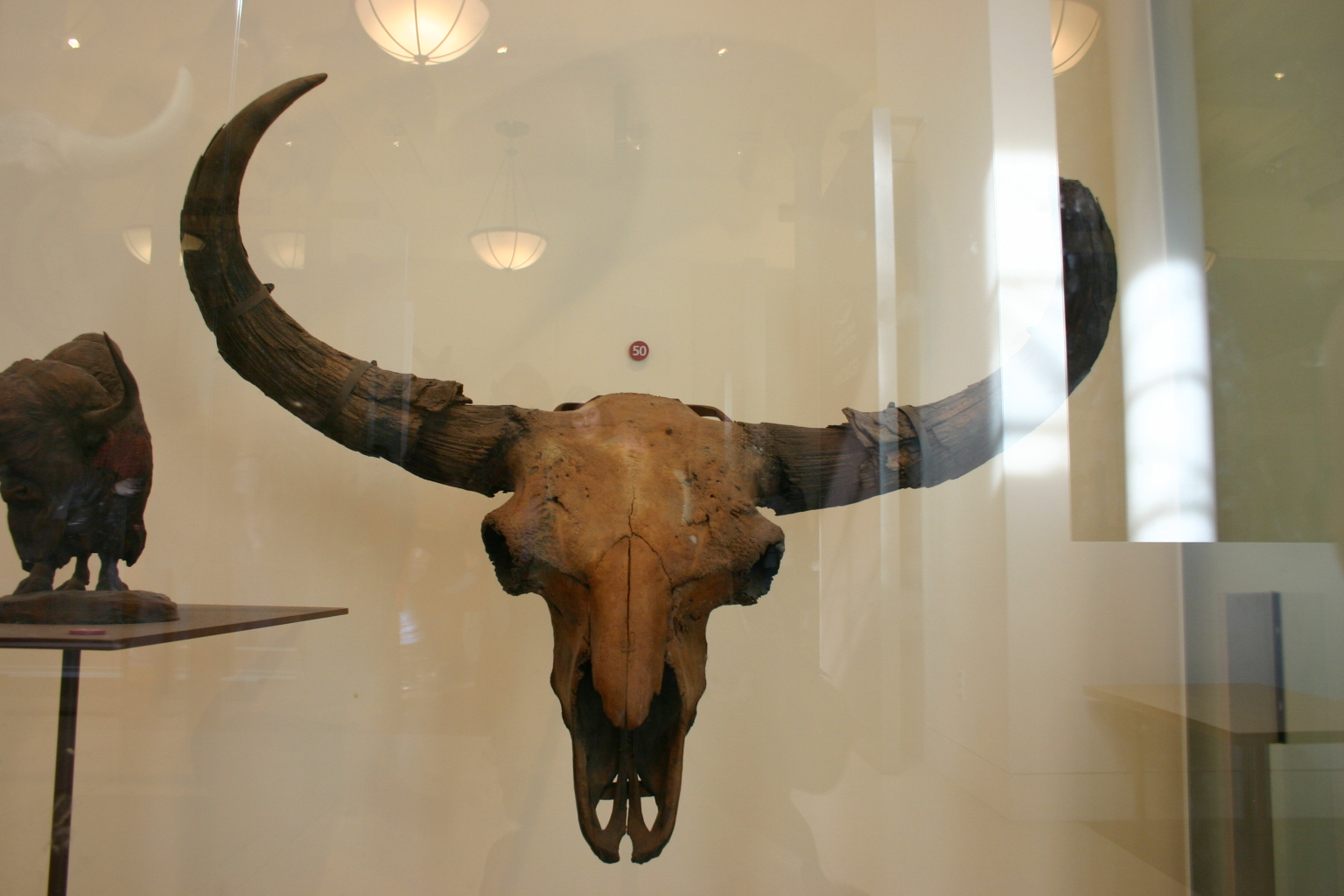